# Matt Laurent
 (août 2018).
 (août 2018).
Si vous disposez d'ouvrages ou d'articles de référence ou si vous connaissez des sites web de qualité traitant du thème abordé ici, merci de compléter l'article en donnant les références utiles à sa vérifiabilité et en les liant à la section « Notes et références ».
 (décembre 2023).
Il peut être nécessaire de l'améliorer pour respecter le principe de neutralité de point de vue. Veuillez consulter la page de discussion pour plus de détails.

Matt Laurent est un chanteur, né le 24 mai 1967 à Montréal.
En 1992, il enregistre aux côtés de la Warner Music son premier album intitulé Entre le jour et la nuit, puis en 1997, Matt enregistre son deuxième album solo, Longue Avenue. L'année suivante, Matt devient la doublure de Garou et enfile le costume de Quasimodo dans la comédie musicale Notre-Dame de Paris. En 2001, son troisième album, Ici Ou Ailleurs, sort. En 2002, Matt revient sur scène, cette fois dans le rôle de Benvolio pour la comédie musicale Roméo et Juliette (version québécoise) puis, en 2003, il prend cette fois le rôle du géographe dans la comédie musicale Le Petit Prince, avant de reprendre en 2005 le costume de Quasimodo pour une tournée dans de nombreux pays d'Asie. En 2006, tout en continuant Notre-Dame de Paris, Laurent commence une nouvelle tournée pour un nouveau spectacle musical : Night Fever.
Matt Laurent a également repris le rôle de Renfield, initialement échu à Daniel Boucher en 2008 à la maison de la danse à Lyon au cours des représentations françaises de la comédie musicale Dracula - entre l'amour et la mort, dont Bruno Pelletier est le personnage principal et le directeur artistique.
Après avoir réalisé des albums pour Sylvain Cossette, Andrée Watters, Lucky Uke, La Chicane, il sort son quatrième album solo en 2014, Matt Laurent. Son cinquième album solo, Comme le beau temps, sort en 2016.